# Circuit de Pau-Ville

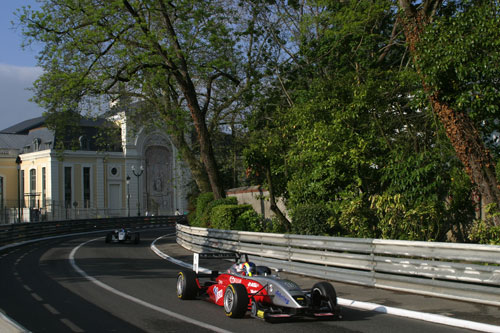
Atila Abreu vid Formula 3 Euro Series 2005.

Circuit de Pau-Ville är en stadsbana som upprättats i de centrala delarna av staden Pau i sydvästra Frankrike. 
Det första Paus Grand Prix inne i staden kördes 1933. Under 1950-talet kördes här formel 1-tävlingar utanför VM. Senare har banan använts för tävlingar i bland annat formel 2, formel 3000 och formel 3.